# Bruchhäuser-Stiftung

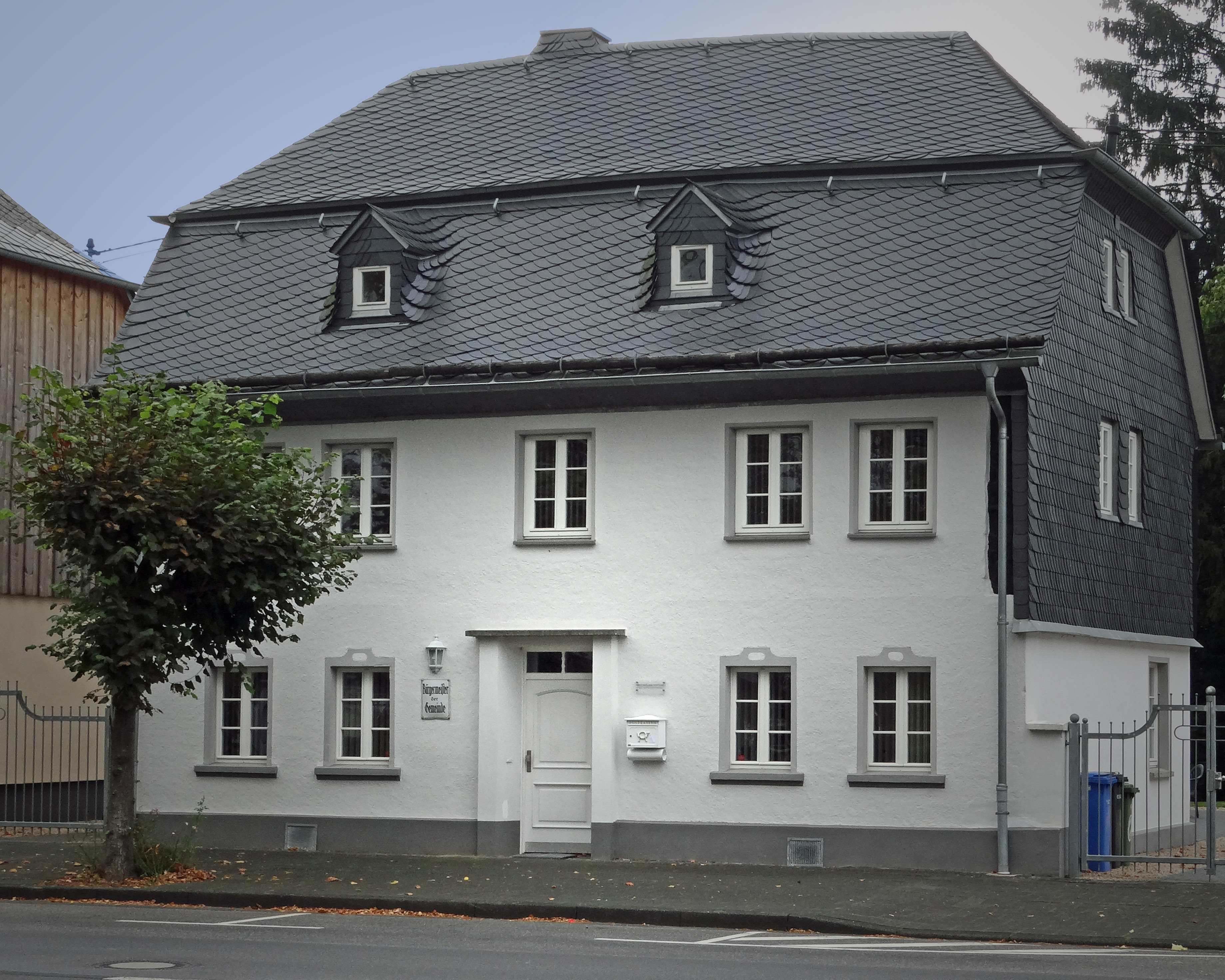
Haus Neitzert

Die Bruchhäuser Stiftung ist eine rechtsfähige öffentliche Stiftung des bürgerlichen Rechts.
Zweck der Stiftung ist die Förderung der Kunst und Kultur und insbesondere die Förderung des Andenkens an den Künstler Karl Bruchhäuser. Nach dem Tod Bruchhäusers 2005 wurde die Bruchhäuser Stiftung zuerst als unselbständige Stiftung gegründet. Im Jahr 2008 wurde sie in eine rechtsfähige Stiftung überführt. Der Zweck wird verwirklicht durch die Konservierung, Aufbereitung und Ausstellung seines Werkes, insbesondere im Hause Neitzert in Steimel.
Im Vorstand sind vertreten der Bürgermeister der Verbandsgemeinde Puderbach, der Bürgermeister der Ortsgemeinde Steimel  und zwei von der Familie Bruchhäuser benannte Vertreter, derzeit Andreas Bruchhäuser und Carsten René Beul.